# Pseudocatharylla submikengella
Pseudocatharylla submikengella là một loài bướm đêm trong họ Crambidae.